# اتفاقية 1800
اتفاقية 1800 أو معاهدة مورتفونتين، وهي معاهدة عُقدت بين الولايات المتحدة الأمريكية وفرنسا والتي أنهت شبه الحرب الممتدة من 1798 إلى 1800، وهي حرب بحرية غير معلنة في البحر الكاريبي، إضافة إلى إنهائها لمعاهدة التحالف الموقعة في 1778.

## خلفية
اتفقت كل من الولايات المتحدة الأمريكية وفرنسا في معاهدة التحالف 1778 على حصول أمريكا على دعم فرنسا في حرب الاستقلال الأمريكية، في المقابل، تُدافع أمريكا عن الممتلكات الفرنسية في البحر الكاريبي ضد الهجمات الأجنبية. عنى هذا إلزام الولايات المتحدة الأمريكية بدعم فرنسا ضد خصومها في حرب التحالف الأول 1792-1797، وكانت بريطانيا وهولندا من ضمن هؤلاء الخصوم، وهم من القوى البحرية التي تمتلك قواعد في البحر الكاريبي.
حظي هذا الأمر بدعم قليل من الكونغرس، إذ سمح الحياد لمالكي السفن الشماليين بكسب أرباح قصوى عن طريق تفادي الحصار البريطاني، وخشي أصحاب المزارع الجنوبيون من التجربة الفرنسية في نبذ العبودية في 1794. ألغى قانون الحيادية المقر في 1794 الالتزامات العسكرية لمعاهدة 1778، وذلك بسبب إعدام لويس السادس عشر ملك فرنسا والذي تسبب بإلغاء جميع المعاهدات السابقة. وافقت فرنسا على هذا بشرط أن يكون «حيادًا خيريًا»: يُمكن للبحارة الفرنسيين الوصول إلى الموانئ الأمريكية، ويُمكن بيع السفن البريطانية المستولى عليها في محاكم الغنائم الأمريكية لكن لا يمكن فعل عكس ذلك. اتضح بعد ذلك بمدة قصيرة أن أمريكا قد ترجمت «الحياد» بصيغة مختلفة، وتناقضت الأحكام التجارية لمعاهدة جاي مع بريطانيا في 1795 مع أحكام معاهدة الصداقة والتجارة المبرمة مع فرنسا.
تأخرت أمريكا في دفع ديونها لفرنسا لقاء القروض الممنوحة لها خلال الحرب الثورية، نتيجة لذلك، بدأت فرنسا بالاستيلاء على السفن الأمريكية المتاجرة مع جزر الهند الغربية كانتقام عن عدم دفع الديون. تسبب هذا العمل والغضب الذي نجم عن النزاع الدبلوماسي في 1797 والمعروف باسم قضية إكس واي زد بإلغاء معاهدات 1778 والموافقة على هجمات ضد السفن الحربية الفرنسية في المياه الأمريكية وذلك في 7 يوليو 1798، وهذا ما إدى إلى نشوب شبه الحرب 1798-1800. أعاد آدامز بناء البحرية الأمريكية وكانت لها اليد الطولى، مع دعم محدود من البحرية الملكية البريطانية.
استمر الرئيس جون آدامز بالبحث عن حل دبلوماسي لإنهاء الحرب المكلفة. تزايد قلق آدامز من أطماع الفرنسيين في أمريكا الشمالية. لم تفلح الجهود المبذولة لحل الأزمة بالطرق الدبلوماسية، ومن ضمنها معاهدة بينكي في 1795، من إيقاف دفع المستوطنين الأمريكيين إلى داخل لويزيانا الإسبانية؛ إذ عاش نحو 400,000 أو 7.3% من الأمريكيين في أراضي ما بعد أبالاشيا، ومن ضمنها ولاياتا كنتاكي وتينيسي الجديدتان.
تطلب النمو الاقتصادي الغربي إمكانية الوصول إلى الميسيسيبي وفضلت أمريكا وجود دولة إسبانية ضعيفة على وجود دولة فرنسية قوية وشرسة على حدودها الغربية والجنوبية. قاد اكتشاف حقيقة وجود عملاء فرنسيين في أمريكا، والذين قاموا بإجراء دراسات استقصائية عسكرية لمعرفة أفضل طريقة للدفاع عن لويزيانا، إلى إصدار قوانين الغرباء والعصيان في 1798.
أرسل آدامز مفوضًا في أوائل 1799 للتفاوض مع فرنسا وإنهاء تحالف 1778 بشكل رسمي، وتأكيد الحيادية الأمريكية، والموافقة على تعويض أمريكا خسائر سفنها وإنهاء شبه الحرب. أرادت فرنسا السلام بسبب رغبة نابليون في إعادة تأسيس إمبراطورية أمريكية شمالية. خطط لاستعمال لويزيانا كقاعدة إمدادات لجزر فرنسا المنتجة للسكر في البحر الكاريبي.